# क़
Cette page contient des caractères spéciaux ou non latins. S’ils s’affichent mal (▯, ?, etc.), consultez la page d’aide Unicode.
क़, appelé qa et transcrit q, est une consonne de l’alphasyllabaire devanagari. Elle est composée d’un ka ‹ क › et d’un point souscrit.

## Utilisation
Le qa ‹ क़ › est utilisé en hindi dans la transcription de la lettre arabe qāf ‹ ق › utilisée en ourdou.

## Représentations informatiques
- précomposé

| formes | représentations | chaînes de caractères | points de code | descriptions                                    |
| ------ | --------------- | --------------------- | -------------- | ----------------------------------------------- |
| pleine | क़               | क़                     | U+0958         | lettre devanagari qa                            |
| morte  | क़्               | क़◌्                    | U+0958 U+094D  | lettre devanagari qa, symbole devanagari virama |

- décomposé

| formes | représentations | chaînes de caractères | points de code       | descriptions                                                               |
| ------ | --------------- | --------------------- | -------------------- | -------------------------------------------------------------------------- |
| pleine | क़               | क◌़                    | U+0915 U+093C        | lettre devanagari ka, symbole devanagari noukta                            |
| morte  | क़्               | क◌़◌्                   | U+0915 U+093C U+094D | lettre devanagari ka, symbole devanagari noukta, symbole devanagari virama |